# 法比安·普埃尔塔
法比安·赫尔南多·普埃尔塔·扎帕塔（西班牙語：Fabián Hernando Puerta Zapata，1991年7月12日—）是一名哥伦比亚男子场地自行车运动员。他曾参加2012年伦敦奥运和2016年里约奥运。他是前场地自行车世界冠军Fernando Gaviria的姐夫，他的妻子Juliana Gaviria也同样是一名自行车选手。